# Mirhipipteryx panamica
Mirhipipteryx panamica är en insektsart som beskrevs av Günther, K.K. 1969. Mirhipipteryx panamica ingår i släktet Mirhipipteryx och familjen Ripipterygidae. Inga underarter finns listade i Catalogue of Life.